# نادي سامبدوريا
اتحاد سامبدوريا لكرة القدم (بالإيطالية: Unione Calcio Sampdoria)‏ هو نادِ كرة قدم إيطالي تأسس في 12 أغسطس 1946. يلعب في الدوري الإيطالي الدرجة الثانية وأُسس في مدينة جنوة الإيطالية، من اندماج فريقيين نادي سامبيردارينيزي ونادي أندريا دوريا. نادي سامبدوريا الآن يلعب في الدوري الإيطالي الدرجة الثانية. ملعب الفريق الرسمي هو ملعب لويجي فيراريس الذي يتسع إلى أربعيين ألف متفرج، ويتقاسمه مناصفة مع فريق جنوة.

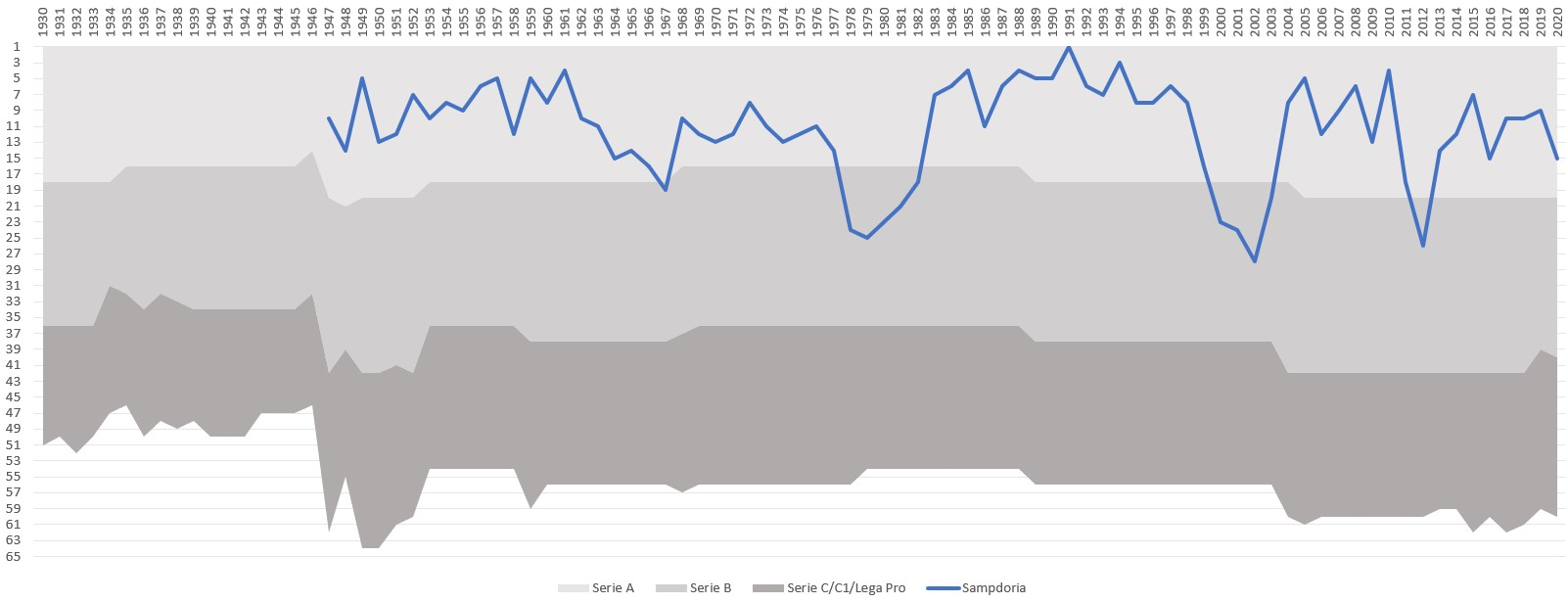
تقدم سامبدوريا في هيكل الدوري الإيطالي لكرة القدم منذ تأسيس النادي عام 1946.

سامبدوريا سبق وفاز بلقب الدوري الإيطالي مرة واحدة في عام 1991، كما سبق وفاز سامبدوريا بلقب كأس إيطاليا أربع مرات، في الأعوام (1985، 1988، 1989، 1994). وكذلك استطاعوا الفوز بلقب كأس السوبر الإيطالي في عام 1990. أما أوروبيًا فقد استطاع الفريق الفوز بلقب كأس الاتحاد الأوروبي للأندية أبطال الكؤوس عام 1989، و وصل أيضا إلى نهائي دوري أبطال أوروبا لموسم 1991-1992، لكنه خسر أمام نادي برشلونة الإسباني.
قد سبق ولعب لسامبدوريا العديد من اللاعبيين المميزيين أمثال : روبيرتو مانشيني والحارس الشهير جانلوكا باليوكا، وجانلوكا فيالي، والحارس العظيم والتر زينجا، وأيضا خوان سيباستيان فيرون، ورود خوليت، ويورغن كلينسمان، وأنطونيو فلورو فلوريس، وديفيد بلات.
ويُعتبر نادي سامبدوريا من الفرق الاربعة التي حصلت كل منها على لقب الدوري الإيطالي، لمرة واحدة فقط وهم كييفو فيرونا، ونادي كالياري، ونادي كاسالي، وبالطبع سامبدوريا.

## التاريخ

### السنوات الأولى والإنجازات في عصر مانتوفاني (1946-1993)
لمدة ثلاثين عامًا تقريبًا، لعب الجَنَويون باستمرار في الدوري الإيطالي، وكانت النتائج متباينة، وكان أفضلها في موسم 1960-1961، حيث حصلوا على المركز الرابع في البطولة. في موسم 1965-1966، احتل سامبدوريا المركز السادس عشر، وهبط إلى الدرجة الثانية للمرة الأولى في تاريخه. ومع ذلك، في العام التالي فازوا ببطولة الدرجة الثانية وعادوا على الفور إلى الدوري الإيطالي.

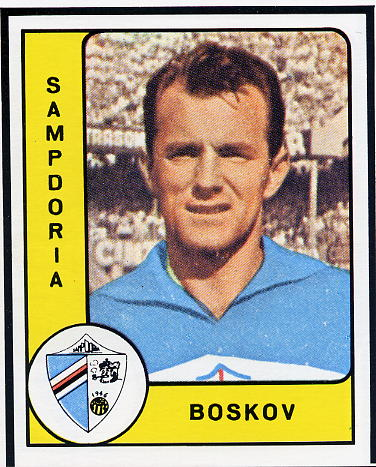
الصربي فويادين بوسكوف، الذي قاد الفريق إلى لقب الدوري الإيطالي الوحيد في عام 1991.

في عام 1979، استحوذ رجل الأعمال النفطي باولو مانتوفاني (1930-1993) على النادي، الذي كان يلعب في ذلك الحين في دوري الدرجة الثانية، والذي استثمر في الفريق ليصعد سامبدوريا إلى الدوري الإيطالي. في عام 1982، عاد سامبدوريا إلى الدوري الإيطالي وفاز بأول كأس إيطاليا في عام 1985. في عام 1986، تم تعيين فويادين بوسكوف كمدرب للفريق. فاز النادي بكأسه الثانية في عام 1988، بعد أن تم قبوله في 1988-89 بكأس الكؤوس الأوروبية، حيث وصلوا إلى المباراة النهائية، وخسروا 2-0 أمام برشلونة. الانتصار الثاني على التوالي في كأس إيطاليا أعطى سامبدوريا مكانًا في كأس الكؤوس 1989-90. التي فازوا بها بعد فوزهم على أندرلخت بعد وقت إضافي في النهائي.
تبع ذلك بعد عام واحد فقط لقب السكوديتو الأول والوحيد، حيث تُوج بطلاً للدوري الإيطالي بفارق خمس نقاط عن إنتر ميلان صاحب المركز الثاني. ضم الفريق الفائز العديد من اللاعبين البارزين، مثل جيانلوكا باليوكا، وجانلوكا فيالي، وروبرتو مانشيني، وتونينيو سيريسو، وبيترو فييرجوود، واتيليو لومباردو، مع بوسكوف كمدرب رئيسي. في الموسم التالي، وصل سامبدوريا إلى نهائي كأس أوروبا وخسر مرة أخرى أمام برشلونة على ملعب ويمبلي.
يُعرف فويادين بوسكوف كواحد من أنجح مدربي سامبدوريا الذين فازوا بعدد قياسي من الألقاب.

### التراجع والعودة (1993-الوقت الحالي)
في 14 أكتوبر 1993، توفي باولو مانتوفاني فجأة وحل محله ابنه إنريكو. خلال موسم إنريكو الأول (1993-1994)، فاز سامبدوريا بكأس إيطاليا مرة أخرى واحتل المركز الثالث في الدوري الإيطالي. خلال المواسم الأربعة التالية، غادر العديد من اللاعبين من فترة والده النادي، لكن تم إجراء العديد من الاستحواذات المهمة التي أبقت سامبدوريا في القمة. وهذا يشمل لاعبين من أمثال الأرجنتينيين الدوليين خوان سيباستيان فيرون وأرييل أورتيغا ولاعِبي الوسط الدوليين كلارنس سيدورف وكريستيان كاريمبو. في أبريل 1995 وصل سامبدوريا إلى نصف نهائي كأس الكؤوس، وخسر أمام أرسنال بركلات الترجيح بعد مباراتين.

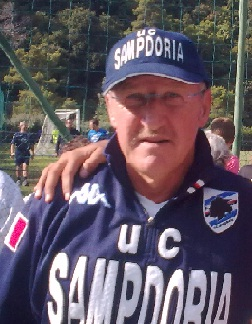
تمكن لويجي ديلنيري من الوصول بسامبدوريا إلى المركز الرابع والتأهل لدوري أبطال أوروبا عام 2010.

في مايو 1999، هبط سامبدوريا من الدوري الإيطالي ولم يعد إلى الدوري حتى عام 2003. خلال هذا الوقت، تم شراء سامبدوريا من قبل ريكاردو غارون، وهو رجل أعمال إيطالي نفطي. عاد سامبدوريا إلى الدوري الإيطالي عام 2003 بقيادة فرانسيسكو فلاتشي، وأنهى موسمه الأول في المركز الثامن. أفسح المدرب والتر نوفيلينو المجال لوالتر ماتزاري في عام 2007 ليقوم بتدريب الفريق.
بتعاقده مع المهاجمين أنطونيو كاسانو من ريال مدريد، وجيامباولو باتسيني في يناير 2008، أنهى سامبدوريا موسم 2007-08 في المركز السادس وتأهل لكأس الاتحاد الأوروبي لكرة القدم 2008-09. في الموسم التالي، احتل المركز الرابع وتأهل لدوري أبطال أوروبا 2010–11 تحت قيادة المدرب لويجي ديلنيري، الذي غادر إلى يوفنتوس.

## اللاعبون

### التشكيلة الحالية
اعتبارًا من 2 سبتمبر 2022
ملاحظة: تشير الأعلام إلى المنتخب الوطني على النحو المحدد في قواعد الأهلية للفيفا. قد يحمل اللاعبون أكثر من جنسية واحدة غير تابعة للفيفا.
| الرقم | البلد     | المركز | اللاعب                              |
| ----- | --------- | ------ | ----------------------------------- |
| 1     | إيطاليا   | حارس   | إيميل أوديرو                        |
| 2     | الأرجنتين | مدافع  | برونو أميوني (معار من هيلاس فيرونا) |
| 3     | إيطاليا   | مدافع  | توماسو أوجيللو                      |
| 4     | إسبانيا   | وسط    | غونزالو فيلار (معار من روما)        |
| 5     | إيطاليا   | وسط    | فاليريو فيري                        |
| 7     | صربيا     | وسط    | فيليب جوريتشيتش                     |
| 8     | فنزويلا   | وسط    | توماس رينكون                        |
| 9     | إيطاليا   | مهاجم  | مانويل دي لوكا                      |
| 10    | إيطاليا   | مهاجم  | فرانشيسكو كابوتو                    |
| 11    | ألمانيا   | وسط    | عبد الحميد صابري                    |
| 12    | إيطاليا   | مدافع  | فابيو ديباولي                       |
| 13    | إيطاليا   | مدافع  | أندريا كونتي                        |
| 14    | إنجلترا   | وسط    | رونالدو فييرا                       |
| 15    | غامبيا    | مدافع  | عمر كوليي                           |
| 18    | الأرجنتين | مهاجم  | إيناسيو بوسيتو (معار من واتفورد)    |
| 19    | فنزويلا   | وسط    | تيلاسكو سيغوفيا                     |

| الرقم | البلد    | المركز | اللاعب                               |
| ----- | -------- | ------ | ------------------------------------ |
| 20    | إنجلترا  | وسط    | هاري وينكس (معار من توتنهام هوتسبير) |
| 21    | كولومبيا | مدافع  | جيسون موريو                          |
| 22    | إيطاليا  | حارس   | نيكيتا كونتيني (معار من نابولي)      |
| 23    | إيطاليا  | مهاجم  | مانولو غابياديني                     |
| 24    | بولندا   | مدافع  | بارتوش بيريشينسكي (ن.قائد الفريق)    |
| 25    | إيطاليا  | مدافع  | أليكس فيراري                         |
|       |          |        |                                      |
| 27    | إيطاليا  | مهاجم  | فابيو كوالياريلا                     |
| 28    | إسبانيا  | وسط    | جيرارد يبس                           |
| 29    | إيطاليا  | مدافع  | نيكولا مورو                          |
| 30    | إيطاليا  | حارس   | نيكولا رافاجليا                      |
| 31    | إيطاليا  | وسط    | لورينزو مالاغريدا                    |
| 32    | إيطاليا  | حارس   | إيليا تانتالوتشي                     |
| 37    | فرنسا    | وسط    | مهدي ليريس                           |
| 70    | إيطاليا  | وسط    | سيمون تريمبولي                       |
|       |          |        |                                      |

### اللاعبون المُعارون
اعتبارًا من 2 سبتمبر 2022
ملاحظة: تشير الأعلام إلى المنتخب الوطني على النحو المحدد في قواعد الأهلية للفيفا. قد يحمل اللاعبون أكثر من جنسية واحدة غير تابعة للفيفا.
| الرقم | البلد    | المركز | اللاعب                             |
| ----- | -------- | ------ | ---------------------------------- |
| 30    | إيطاليا  | حارس   | فلاديميرو فالكوني (إلى ليتشي)      |
| 80    | إيطاليا  | مدافع  | ليوناردو بينيديتي (إلى باري)       |
| 33    | فرنسا    | وسط    | ماكسيم ليفيربي (إلى بينيفينتو)     |
| 16    | إيطاليا  | مدافع  | لورينزو كامبانير (إلى براتو)       |
| 24    | ألمانيا  | مدافع  | جوليان شابوت (إلى كولن)            |
| 7     | إيطاليا  | مدافع  | إيمانويل إركولانو (إلى توريس)      |
| 21    | إيطاليا  | مدافع  | سيمون جيوردانو (إلى أسكولي)        |
| 3     | البرازيل | مدافع  | كايك روشا (إلى إنترناسيونال)       |
| 28    | إيطاليا  | مدافع  | ماركو سوما (إلى سيتا دي بونتيديرا) |

| الرقم | البلد   | المركز | اللاعب                                        |
| ----- | ------- | ------ | --------------------------------------------- |
| 7     | النرويج | وسط    | كريستوفر أسكيلدسن (إلى لينشي)                 |
| 40    | إيطاليا | وسط    | ماركو ديلي موناك (إلى بيسكارا)                |
| 24    | إيطاليا | وسط    | أنطونيو ميتليكا (إلى سانجوليانو سيتي)         |
| 87    | إيطاليا | وسط    | أنطونيو كاندريفا (إلى ساليرنيتانا)            |
| -     | إيطاليا | مهاجم  | فيليس داميكو (إلى برو سيستو)                  |
| -     | إيطاليا | مهاجم  | إريك جربي (إلى برو سيستو)                     |
| 20    | إيطاليا | مهاجم  | انتونيو لا جومينا (إلى بينيفينتو)             |
|       | إيطاليا | مهاجم  | ماتيو ستوبا (إلى باليرمو)                     |
| 10    | إيطاليا | مهاجم  | إرنستو توريغروسا (إلى بيزا، مع التزام الشراء) |

## طاقم النادي
| الموقع                 | الاسم                                              |
| ---------------------- | -------------------------------------------------- |
| المدرب                 | ديان ستانكوفيتش                                    |
| مساعد المدرب           | نيناد ساكيتش                                       |
| مدرب حراسة المرمى      | بييرلويجي بريفيو ميشيل دي برناردين                 |
| مدرب تقني              | نيكولو بونو أندريا فاردوني أنجليو بالومبو          |
| مدرب رياضي             | فيديريكو بانونشيني                                 |
| رئيس قسم الطب          | أميديو بالداري                                     |
| طبيب الفريق            | كلاوديو مازولا أليساندرو روليرو جيان إديليو سوليمي |
| أخصائيو العلاج الطبيعي | روبرتو كابانيللي ماورو دويمي لوكا تراجياي          |
| المدير الرياضي         | دانييل فاجيانو                                     |
| المدير الفني           | كارلو أوستي                                        |

## التاريخ الإداري
- جوزيبي جالوتزي – 1946–1947
- أدولفو بالونشييري – 1947–1950
- جوزيبي جالوتزي – 1950
- ماتيو بوجي، ألفريدو فوني – 1950–1951
- ألفريدو فوني – 1951–1952
- ماتيو بوجي – 1952
- إيفو فيورنتيني – 1952–1953
- باولو تابانيللي – 1953–1955
- لاجوس كيززلر – 1955–1956
- بييترو رافا – 1956–1957
- أوجو أموريتي – 1957
- بيل دودغين – 1957–1958
- أدولفو بالونشييري – 1958
- إرالدو مونزيليو – 1958–1961
- روبرتو ليريتشي – 1961–1963
- إرنست أوكفيرك – 1963–1965
- جوزيبي بالديني – 1965–1966
- فولفيو برنارديني – 1966–1971
- هيريبيرتو هيريرا – 1971–1973
- غويدو فينسينزي – 1973–1974
- جوليو كورسيني – 1974–1975
- أوجنيو بيرسيليني – 1975–1977
- جورجيو كانالي – 1977–1978
- لامبرتو جورجيس – 1978–1979
- لاورو تونياتو – 1979–1980
- إنزو ريكوميني – 1980–1981
- رينزو أوليفييري – 1981–1984
- أوجنيو بيرسيليني – 1984–1986
- فويادين بوشكوف – 1986–1992
- زفن غوران إيريكسون – 1992–1997
- سيزار لويس مينوتي – 1997
- فويادين بوشكوف – 1997–1998
- لوتشانو سباليتي – 1998
- ديفيد بلات، جورجيو فينيري – 1998–1999
- لوتشانو سباليتي – 1999
- جيامبييرو فينتورا – 1999–2000
- لويجي كاني – 2000–2001
- جيانفرانكو بيلوتو – 2001–2002
- والتر نوفيلينو – 2002–2007
- والتر ماتزاري – 2007–2009
- لويجي ديلنيري – 2009–2010
- دومينيكو دي كارلو – 2010–2011
- البيرتو كافاسين – 2011
- جانلوكا أتزوري – 2011
- جيوسيبي ياكيني – 2011–2012
- تشيرو فيرارا – 2012
- ديليو روسي – 2012–2013
- سينيشا ميهايلوفيتش – 2013–2015
- والتر زينغا – 2015
- فينتشينزو مونتيلا – 2015–2016
- ماركو جيامباولو – 2016–2019
- أوزيبيو دي فرانسيسكو – 2019
- كلاوديو رانييري – 2019–2021
- روبيرتو دافيرزا – 2021–2022
- ماركو جيامباولو– 2022
- ديان ستانكوفيتش– 2022—الآن

## ديربي جنوة

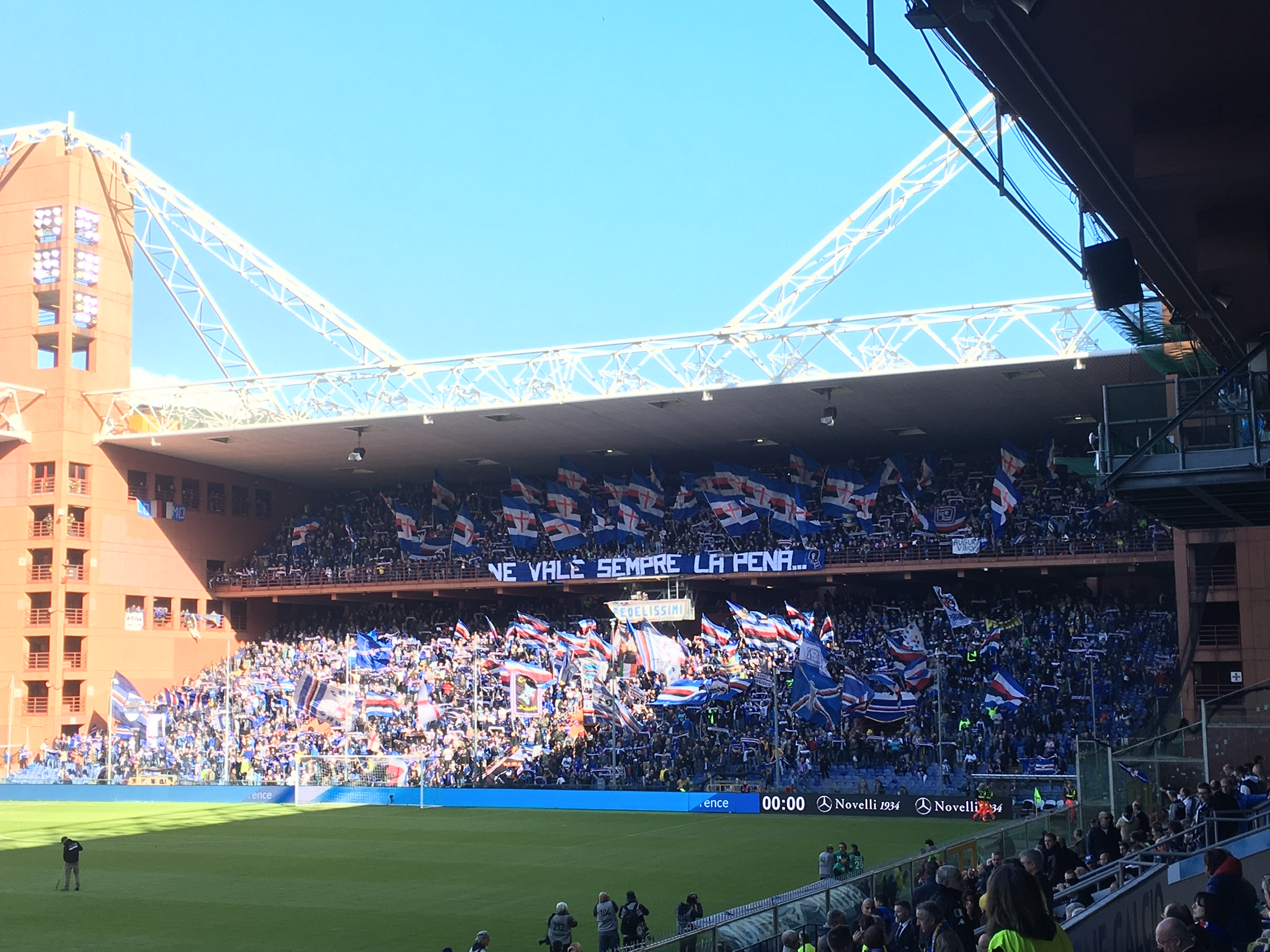
مشجعو سامبدوريا في استاد لويجي فيراريس.

ديربي جنوة (بالإيطالية: Derby di Genova)‏ أو كما يُطلق عليه ديربي المنارة (بالإيطالية: Derby della Lanterna)‏ هي مباراة ديربي كرة قدم تجمع بين فريقي مدينة جنوة وهما نادي جنوى ونادي سامبدوريا، ودائمًا يلعب في ملعب لويجي فيراريس الذي يتشاركه الناديين. وهو ديربي محلي بدأ من عام 1947 عندما شهد أول لقاء بينها والذي انتهى بفوز نادي سامبدوريا 3-2.

## بطولات الفريق
- المستوى المحلي
  - الدرجة الأولى
    - البطل (1) : 1990-1991
    - الوصيف (1) : 1921-1922

  - الدرجة الثانية
    - البطل (2) : 1933-1934، 1966-1967
    - الوصيف (2) : 1981-1982، 2002-2003

  - كأس إيطاليا
    - البطل (4) : 1984-1985، 1987-1988، 1988-1989، 1993-1994
    - الوصيف (3) : 1985-1986، 1990-1991، 2008-2009

  - كأس السوبر الإيطالي
    - البطل (1) : 1991
    - الوصيف (3) : 1988، 1989، 1994
- المستوى القاري
  - دوري أبطال أوروبا
    - الوصيف (1) : 1991-1992

  - كأس أبطال الكؤوس الأوروبي
    - البطل (1) : 1989-1990
    - الوصيف (1) : 1988-1989
- الودية
  - بطولة ويمبلي الدولية
    - الفائز (3) : 1990، 1991، 1992.

  - بطولة أمستردام
    - البطل (1) : 1988.

  - كأس جوان غامبر
    - البطل (1): 2012.

## مواسم النادي
| المواسم   | البطولة  | المستوى | الموقف       |
| 1995–96   | سيريا أ  | I       | الثامن       |
| 1996–97   | سيريا أ  | I       | السادس       |
| 1997–98   | سيريا أ  | I       | التاسع       |
| 1998–99   | سيريا أ  | I       | السادس عشر ↓ |
| 1999–2000 | سيريا بي | II      | الخامس       |
| 2000–01   | سيريا بي | II      | السادس       |
| 2001–02   | سيريا بي | II      | الحادي عشر   |
| 2002–03   | سيريا بي | II      | الثاني ↑     |
| 2003–04   | سيريا أ  | I       | الثامن       |
| 2004–05   | سيريا أ  | I       | الخامس       |
| 2005–06   | سيريا أ  | I       | الثاني عشر   |
| 2006–07   | سيريا أ  | I       | التاسع       |
| 2007–08   | سيريا أ  | I       | السادس       |
| 2008–09   | سيريا أ  | I       | الثالث عشر   |
| 2009–10   | سيريا أ  | I       | الرابع       |
| 2010–11   | سيريا أ  | I       | الثامن عشر ↓ |
| 2011–12   | سيريا بي | II      | السادس ↑     |
| 2012–13   | سيريا أ  | I       | الرابع عشر   |
| 2013–14   | سيريا أ  | I       | الثاني عشر   |
| 2014–15   | سيريا أ  | I       | السابع       |
| 2015–16   | سيريا أ  | I       | الخامس عشر   |
| 2016–17   | سيريا أ  | I       | العاشر       |
| 2017–18   | سيريا أ  | I       | العاشر       |
| 2018–19   | سيريا أ  | I       | التاسع       |
| 2019–20   | سيريا أ  | I       | الخامس عشر   |
| 2020–21   | سيريا أ  | I       | التاسع       |
| 2021–22   | سيريا أ  | I       | الخامس عشر   |

مفاتيح الجدول
| ↑ صعود | ↓ هبوط |

## الألوان والشارات والألقاب
يتميز شعار النادي ببَحار في الملف الشخصي المعروف بالاسم الجنوي القديم Baciccia، والذي يُترجم إلى جيوفاني باتيستا (بالإيطالية: Giovanni Battista)‏ باللغة الإيطالية أو يوحنا المعمدان (بالإنجليزية: John-Baptist)‏ باللغة الإنجليزية. صورة بَحار مناسبة بسبب وجود سامبدوريا في مدينة جنوى الساحلية. جاء التصميم الدقيق ل Baciccia من قصة مصورة مرخصة من ديزني ونشرتها بانيني، Topolino، في عام 1980. منذ عام 1980، ظهرت Baciccia على قمصان سامبدوريا، معظمها على الصدر ولكن في بعض الأحيان على الأكمام.
تُمثل الألوان البيضاء والزرقاء والحمراء والسوداء أُصول النادي مع الاندماج بين فريقين، سامبيردارينيزي وأندريا دوريا، الذين ارتدوا قمصان حمراء / سوداء وبيضاء / زرقاء على التوالي مع درع صليب سان جورج.

## الفائزون بكأس العالم
- آلين بوغوسيان (كأس العالم 1998)
- شكودران مصطفي (كأس العالم 2014)

## وصلات خارجية
- الموقع الرسمي
- صفحة النادي في موقع كورة